# Джардини-Наксос

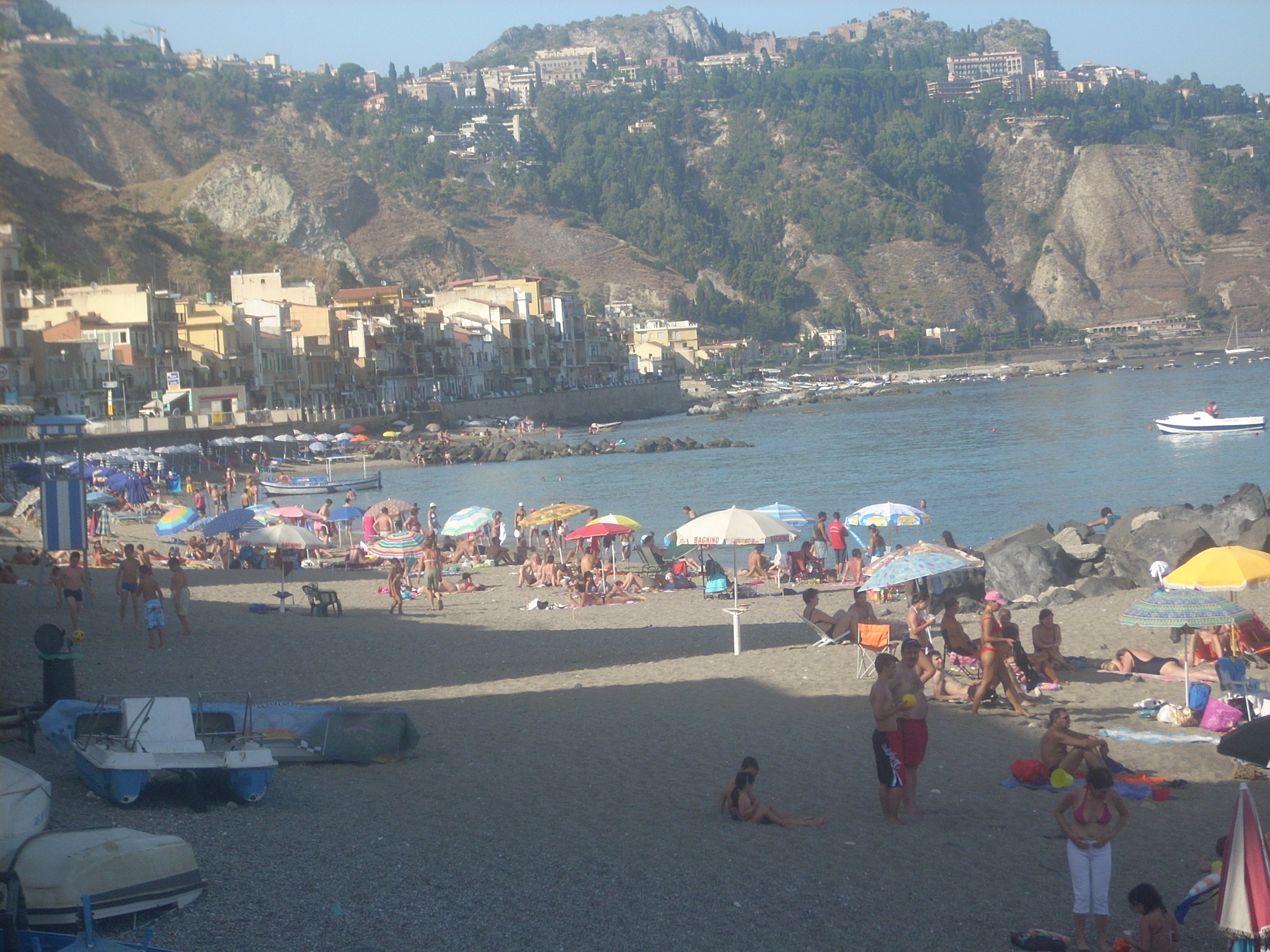
Джардини-Наксос

Джардини-Наксос (итал. Giardini-Naxos, букв. Сады-Наксос) — коммуна в Италии, располагается в области Сицилия, в провинции Мессина.
Население составляет 9152 человека (2008 г.), плотность населения составляет 3743 чел./км². Занимает площадь 5 км². Почтовый индекс — 98035. Телефонный код — 0942.
Покровительницей коммуны почитается Пресвятая Богородица (Maria SS Raccomandata), празднование 8 сентября.
Коммуна находится на месте древнего города Наксос, являвшегося первой греческой колонией на Сицилии (основан в 735 г. до н. э.) и разрушенного тираном Дионисием в 403 году до н. э.

## Демография
Динамика населения:

## Администрация коммуны
- Официальный сайт: http://www.comune.giardini-naxos.me.it/